# Didymuria
Didymuria is een geslacht van Phasmatodea uit de familie Phasmatidae. De wetenschappelijke naam van dit geslacht is voor het eerst geldig gepubliceerd in 1904 door William Forsell Kirby.

## Soorten
Het geslacht Didymuria omvat de volgende soorten:
- Didymuria schultzei (Giglio-Tos, 1912)
- Didymuria violescens (Leach, 1814)
- Didymuria virginea (Stål, 1875)